# Regió de Castelló

Localització de les Comarques del Nord

La Regió de Castelló o Regió de Castelló de la Plana és una regió valenciana que comprèn les comarques més septentrionals del País Valencià.
Es troba entre els rius Uixó i el Sénia. En 1309 tingué la seua primera entitat administrativa com a Governació dellà Uixó. Posteriorment es modificaria com a sots-governació (o lloctinència) de Castelló, dins de la governació de València. Fou suprimida amb els Decrets de Nova Planta en 1707 per Felip V de Borbó. Actualment, tot i no tenir reconeixement oficial, forma l'actual província de Castelló amb les comarques de l'Alt Millars i l'Alt Palància, i és considerada com a territori de predomini lingüístic valencià per la Llei d'Ús i Ensenyament del Valencià de 1982.
Té una població de 572.477 habitants i la seua extensió és de 5.046,7km²

## Comarques
- L'Alcalatén[1][2]
- L'Alt Maestrat[1][2]
- El Baix Maestrat[1][2]
- La Plana Alta[1][2]
- La Plana Baixa[1][2]
- Els Ports[1][2]